# Федоров Юрій Андрійович
Федоров Юрій Андрійович — український кінооператор. Заслужений працівник культури України (1982). Нагороджений Орденами «За Заслуги» третього (2009) та другого (2020) ступенів.

## З життєпису
Народився 16 вересня 1930 р. в Москві в родині робітника. Закінчив операторський факультет Всесоюзного державного інституту кінематографії (1970). Працював радіотехніком, звукооператором і оператором Центрального телебачення. З 1958 р. — оператор Київської студії телебачення.
Зняв стрічки:
- «Сашко обирає шлях» (1959), «Портрет» (1960), «Наймичка», «Куба — так!» (1961), «Рідна кров», «Обережно, листопад» (1962), «Прометей», «Це малюнок хлопчиська» (1964), «Хочу вірити» (1965), «Розумні речі» (1965), «Софія Київська» (1966, Диплом І Всесоюзного фестивалю телефільмів. Київ, 1966), «Пісня кольору» (1969), «Траса» (1970), «Запитай себе» (1971), «Автографи революції» (1972), «Найостанніший день» (1973), «Пам'ять пані Близни» (1974), «Лавина» (1975), «Розплата» (1980), «Лобановський, Блохін та ін.» (1987), «Проща до Святої Землі» (1994) тощо.

Йому присвячено телетвір «Телебачення про телебачення. Юрій Федоров» (1999).
Нагороджений медалями, Почесною Грамотою Президії Верховної Ради України.
Член Національної спілки кінематографістів України.